# سیاه‌بخت
سیاه‌بخت فیلمی به کارگردانی عباس کسایی و نویسندگی ناصر محمدی محصول سال ۱۳۵۵ است.

## خلاصه داستان
شهرزاد با تصمیم مادرخوانده اش فرنگیس با جشن با هرمز مخالفت می‌کند، و با رها کردن ثروتی که پدرش برای او به ارث گذاشته از خانه می‌گریزد و به فریدون که کافه ای را اداره می‌کند، پناه می‌برد. او بچه‌ای به دنیا می‌آورد و فریدون به دلیل وابستگی شهرزاد به فرزندش قصد دارد از او سوءاستفاده کند. شهرزاد می‌گریزد و بچه‌اش را در اتومبیل پولاد می‌گذارد که با دوستش حبیب جوشی زندگی می‌کند. شهرزاد سر راه نادیا قرار می‌گیرد که به عنوان خواننده او را در کافهٔ رضا به کار می‌گمارد. پولاد او را پناه می‌دهد و فریدون و رضا برای کشاندن پای شهرزاد به کاباره اتومبیل پولاد را می‌ربایند. پولاد به حبس می‌افتد و مادر پولاد با شهرزاد بنای ناسازگاری می‌گذارد و او را از خانه می‌راند. شهرزاد از نو در کارباره مشغول کار می‌شود. پولاد با ضمانت شهرزاد آزاد می‌شود و او بی آنکه بداند چه کسی ضامنش شده‌است شهرزاد را خائن می‌داند. پولاد قصد جان او را دارد اما با کمک حبیب متوجه خطای خود می‌شود، و شهرزاد را از بدنامی می‌رهاند. سرانجام، قبل از حضور پلیس رضا، ناغافل، فریدون را از پا درمی‌آورد.

## بازیگران
- ملوسک
- مرتضی عقیلی
- فیروز
- منوچهر پوراحمد
- نادیا
- شهناز
- اکبر جنتی شیرازی
- محمدتقی کهنمویی
- محمد بانکی
- گیتی فروهر
- محمد گیلانی
- یوسف خلیل پور
- ملیحه نصیری
- غلامرضا سرکوب
- احمد معینی